# Колпычев, Владимир Владимирович
Владимир Владимирович Колпычев (1873—1941) — русский и советский учёный-гидротехник, военный инженер-строитель и  педагог, полковник, экстраординарный профессор Николаевской артиллерийской академии, ординарный профессор Военно-инженерной академии РККА. Член Русского технического общества.

## Биография
Родился 11 декабря 1873 года в Санкт-Петербурге.
В службу вступил в 1891 году. В 1894 году после окончания Николаевского инженерного училища по I разряду выпущен подпоручиком в 3-й сапёрный батальон. В 1896 году произведён в поручики с переводом в 18-й сапёрный батальон. 
С 1899 года после окончания Николаевской инженерной академии по I разряду был переведён в военные инженеры и за отличные успехи в науках был произведён в штабс-капитаны. С 1899 года был назначен в Главное инженерное управление на должность производителя работ. В 1901 году был произведён в капитаны.
В 1904 году назначен репетитором Николаевской инженерной академии. В 1908 году защитил диссертацию «Судостроительные эллинги» и был назначен штатным военным преподавателем Николаевской инженерной академии и Николаевского инженерного училища по специальности гидротехника и строительное искусство. В 1908 году Конференцией МАА, В. В. Колпычев  был удостоен Михайловской премии. В 1909 году был произведён в подполковники, в 1913 году за отличие по службе произведён в полковники. 20 июня 1915 года после защиты диссертации получил звание экстраординарного профессора, преподавал курс по строительным и архитектурным проектам, морским и речным сооружениям. В период службы в академии неоднократно выезжал в различные страны мира, в том числе в 
Италию, Австрию, Данию, Бельгию, Швецию, Швейцарию и Германию для ознакомления с их морскими и речными сооружениями, а так же судостроительными заводами. Колпычев являлся одним из авторов статей в Военной энциклопедии. С 1914 по 1917 год в период Первой мировой войны был помощником строителя Свеаборгской крепости. 
С 1917 года после Октябрьской революции перешёл на  службу в РККА, продолжая педагогическую работу в Николаевской инженерной академии, преобразованной в Военно-инженерную академию РККА. В качестве экстраординарного профессора преподавал курсы основания и фундаменты, строительные проекты, морские и речные сооружения, в 1922 году ему было присвоено звание ординарный профессор, преподавал курс по гидротехники в этой же академии. Помимо педагогической деятельности с 1918 по 1928 год работал в Управлении строительства Волховской ГЭС в качестве руководителя технической части и проектировочного бюро, помощником начальника технического отделения по строительной части. Так же с 1919 по 1924 год участвовал в строительных работах Государственного Гидрологического института. С 1928 года работал в Правлении Ленинградского объединения государственных электростанций «Электротон». С 1931 года работал в качестве сотрудника и консультанта по иностранной технической терминологии и переводам иностранной технической литературы Государственной публичной библиотеки.
Скончался в 1941 году в блокадном Ленинграде.

## Труды
- Судостроительные эллинги. — Санкт-Петербург : тип. т-ва п/ф "Электро-тип. Н.Я. Стойковой", 1908. — 381 с
- Судостроительные заводы и судостроение в России и за границей / Инж.-технол. Н.И. Дмитриев, гл. инж.-мех. и зав. Судостроит. и Мех. мастерскими Адмиралт. судостроит. з-да и воен. инж. В.В. Колпычев, преп. Николаев. инж. акад. и Уч-ща. — Санкт-Петербург : тип. Мор. м-ва, 1909. — 1030 с.
- Извлечение из Наставления для инженерных войск по специальному образованию / С доп., сдел. воен. инж.: полк. Аренс и подполк. Колпычевым. — Петроград : типо-лит. А.Ф. Маркова, 1914. — 34 с.
- Влияние условий службы разборчатой плотины на определение наивыгоднейшего ее типа / В. Колпычев, воен. инж., штат. преп. Николаев. инж. акад. и уч-ща. — Санкт-Петербург : Первая жен. тип., 1914. — 244 с
- Руководство по машиностроительному черчению для технических учебных заведений, техников, чертежников и самостоятельного изучения / Инж. К. Зауэр ; Пер. с последнего исправл. немецк. изд. под ред. проф. В. В. Колпычева. — Москва : Гос. технич. изд-во, 1927. — 96 с.
- Части зданий: Гражданская архитектура / В. Стаценко ; Под ред. проф. В. Колпычева, препод. Воен.-техн. акад. Н. Касперовича. — 8-е (3-е посмертное) изд., доп. и испр. — Москва ; Ленинград : Гос. изд-во, 1931. — 656 с.
- Возведение стен и постройка междуэтажных перекрытий: Сборник аннотаций советских, французских и германских патентов / Сост. инж. С. А. Вольберг; Под ред. проф. В. В. Колпычева. — Ленинград : Информац. сектор Гос. изд. по изобретательству при Госплане СССР, 1937. — 250 с[7]

## Награды
Был награждён всеми орденами Российской империи вплоть до ордена Святого Владимира 3-й степени, пожалованного ему в 1917 году